# ATSE Graz
L'ATSE Graz est un club de hockey sur glace de Graz en Autriche. Il a évolué en ÖEL, Nationalliga et Oberliga, les trois premiers échelons autrichien.

## Historique
La section hockey sur glace de l'ATSE est créée en 1947. Elle remporte deux titres nationaux. Lors de la saison 1988-1989, l'ATSE Graz et l'UEC Graz atteignent tous deux la Nationalliga.  En avril 1990, les deux clubs fusionnent pour former l'EC Graz. L'EC Graz obtient trois titres mais est dissout en 1998 pour des raisons financières. En 2008, l'équipe reprend ses activités en Oberliga, le troisième niveau national. Elle remporte cette division et accède à la Nationalliga jusqu'en 2012 où l'équipe est dissoute. L'équipe B jouant en ligue régionale amateur (Styrian Regional League), elle reprend le nom de l'équipe principale à partir de la saison 2012-2013 et remporte le championnat amateur en 2016 et 2019.

## Palmarès
- Vainqueur de la ÖEL : 1975, 1978.
- Nationalliga : 1963, 1966.
- Vainqueur de l'Oberliga : 2009.